# 向井茂
向井 茂（むかい しげる、1953年12月8日 - ）は、日本の数学者。専門は代数幾何学。学位は、理学博士（京都大学・1982年）。京都大学数理解析研究所教授、元同所長。

## 略歴
- 1976年3月 京都大学理学部数学科卒業
- 1978年3月 京都大学大学院理学研究科修士課程修了
- 1978年4月 名古屋大学理学部助手
- 1981年10月 プリンストン高等研究所研究員
- 1982年6月 マックスプランク数学研究所研究員
- 1984年 4月 名古屋大学理学部講師
- 1985年7月 名古屋大学理学部助教授
- 1988年10月 カリフォルニア大学ロサンゼルス校客員助教授
- 1990年7月 名古屋大学理学部教授
- 1995年4月 名古屋大学大学院多元数理科学研究科教授
- 2001年4月 京都大学数理解析研究所教授

## 業績
業績として、アーベル多様体上のベクトル束に対するフーリエ変換（Fourier-Mukai変換）。3次元ファノ多様体の分類に関する貢献。K3曲面上のShafarevich予想の解決。モジュライ理論への貢献。非可換Brill-Noether理論研究。K3曲面のベクトル束のシンプレクティック多様体への応用。永田雅宜の研究を継ぎ、不変式環の研究によりヒルベルト第14問題の新しい反例の構成。

## 受賞・講演歴
- 1995年 日本数学会より秋季賞を受賞[1]
- 2000年 - 中日文化賞受賞[2][リンク切れ][3]
- 2002年 ICM招待講演（北京）[4]
- 2003年 「ベクトル束の研究とその幾何学的応用」の業績により大阪科学賞を受賞[5]